# 艾華度·柏斯
艾華度·柏斯（Eduardo Praes，1988年11月3日—），生於巴西聖保羅，退役巴西足球運動員，司職中堅。

## 球員生涯
艾華度生於巴西聖保羅，於2015年10月7日獲香港飛馬同鄉利馬推薦參與球隊在清邁的集訓最終正式加盟，他於10月25日以1–0擊敗元朗的聯賽盃分組賽取得了加盟後的首個入球。隨後他在2016猴年賀歲盃入選香港聯賽選手隊最终助港聯以4–0大勝香港代表隊。直到2017年5月正式離隊加盟和富大埔並在以1–1賽和夢想FC的首場聯賽即取得加盟後首個入球。
2019年5月4日，艾華度協助和富大埔作客擊敗富力R&F，提早一輪取得港超聯冠軍。
2019/20球季，艾華度隨李志堅教練加盟港超聯球隊東方龍師。首季即協助東方龍獅奪得香港足總盃與香港高級組銀牌冠軍。
2022/23球季，艾華度加盟港超聯球隊傑志，同年7月25日，艾華度因家事與傑志解約。
2022年8月2日，艾華度宣布退出職業足球。

## 家庭生活
2016年1月7日，艾華度與女朋友在香港註冊結婚，結束多年愛情長跑，伴郎更是介紹艾華度來港發展的隊友利馬。

## 榮譽
港聯
- 賀歲盃冠軍（2016年）

香港飛馬
- 香港足總盃冠軍（2015–16季度）
- 香港菁英盃冠軍（2015–16季度）
- 香港菁英盃亞軍（2016–17季度）

和富大埔
- 香港超級聯賽冠軍（2018–19季度）

東方龍獅
- 香港足總盃冠軍（2019–20季度）
- 香港高級組銀牌冠軍（2019–20季度）
- 香港菁英盃冠軍（2020–21季度）

個人
- 香港足球明星選舉 明星十一人（2018–19、2020–21季度）

## 外部連結
- 香港足球總會網站球員資料 （页面存档备份，存于）